# Temnothorax shuangjiang
Temnothorax shuangjiang (лат.) — вид мелких муравьёв рода Temnothorax из подсемейства мирмицины (Formicidae). Встречается в Китае.

## Этимология
Видовое название T. shuangjiang происходит от слова «Shuangjiang» (霜降, «шуанцзян», заморозки), обозначающего один из 24 сроков (знаков зодиака) традиционного Китайского солнечного календаря (знак скорпиона, с 23 октября).

## Распространение
Китай: провинция Юньнань.

## Описание
Мелкие муравьи (около 3 мм), основная окраска тела чёрная. Новый вид сходен с T. qiu, но отличается тем, что у нового вида дорсум головы нерегулярно продольно морщинистый в центральной части, вершины скапусов усиков не достигают заднего края головы, а мезосома крупно сетчатая; у T. qiu дорсум головы параллельно продольно морщинистый в центральной части, вершины скапусов усиков превосходят задний край головы, а мезосома густо сетчатая. Новый вид также сходен с T. lixia, но отличается тем, что у нового вида проподеальные шипы длиннее половины длины наклонной поверхности при боковом виде, дорсум головы продольно волнисто-морщинистый; у T. lixia проподеальные шипы короче половины длины наклонной поверхности при боковом виде, дорсум головы продольно прямолинейно морщинистый. Новый вид также сходен с T. qiufen, но отличается тем, что у нового вида дорсум мезонотума и проподеума слабо выпуклый при виде сбоку, проподеальные шипы длиннее половины длины наклонной поверхности, узел петиоля с узко округлым дорсумом, дорсум головы целиком волнисто-морщинистый; у T. qiufen дорсум мезонотума и проподеума прямой при виде сбоку, проподеальные шипы около половины длины наклонной поверхности, петиолярный узел с прямо отогнутым переднедорсальным углом, дорсум головы гладкий на центральной продольной узкой полосе, продольно морщинистый латерально. Заднегрудь угловатая, с проподеальными шипиками. Грудь и голова сверху с морщинками, профиль ровный, без промезонотального и метанотального шва. Брюшко гладкое и блестящее. Усики 12-члениковые. Вид был впервые описан в 2024 году китайскими мирмекологами Yu-Han Qian и Zheng-Hui Xu (Southwest Forestry University, Куньмин, Юньнань) по типовым материалам из Китая.

### Комментарии
1. ↑  В западном календаре это соответствует первой половине зодиакального знака Скорпиона (с 23 октября) и на это время приходится праздник Хэллоуин, а в переводе означает «заморозки». Второй половине соответствует lidong и назван вид Temnothorax lidong